# Bulbophyllum trifilum
Bulbophyllum trifilum là một loài phong lan thuộc chi Bulbophyllum.